# David E. Grange Jr.

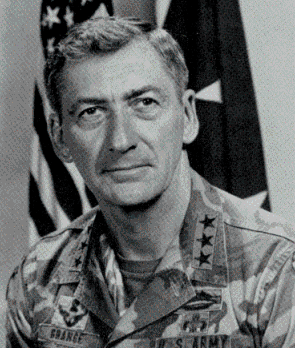
David E. Grange Jr.

David Ellsworth Grange Jr. (* 9. April 1925 in Queens, New York City, New York; † 11. September 2022) war ein Generalleutnant der United States Army. Er war unter anderem Kommandeur der 6. Armee.
Während des Zweiten Weltkriegs trat Grange im Jahr 1943 als einfacher Soldat dem US-Heer bei. Er nahm als Fallschirmspringer in einer Einheit der 82. Luftlandedivision am Krieg in Europa teil und war in Italien und Nordfrankreich eingesetzt. Dort war er am Vormarsch der Alliierten nach Deutschland beteiligt. Grange blieb bis 1949 als Unteroffizier bei der Armee. Nachdem er die Officer Candidate School absolviert hatte, wurde er im Jahr 1950 als Leutnant in das Offizierskorps aufgenommen. In der Armee durchlief er anschließend alle Offiziersränge vom Leutnant bis zum Drei-Sterne-General.
Im Lauf seiner militärischen Karriere absolvierte David Grange verschiedene Kurse und Schulungen. Dazu gehörten unter anderem das Command and General Staff College und das United States Army War College. Außerdem erlernte er am Defense Language Institute die russische Sprache. Darüber hinaus erhielt er akademische Grade von der University of Nebraska und der University of Pittsburgh.
Gleich zu Beginn seiner Offizierslaufbahn wurde Grange als Zugführer im Koreakrieg eingesetzt. Im weiteren Verlauf seiner Karriere absolvierte er den für Offiziere in den jeweiligen Rangstufen üblichen Dienst in verschiedenen Einheiten und Standorten in den Vereinigten Staaten. Dazu gehörten auch Aufgaben als Stabsoffizier in verschiedenen Hauptquartieren. In den Jahren 1957 bis 1960 war er in Deutschland stationiert.
Zwischen 1963 und 1971 war David Grange drei Mal im Vietnamkrieg eingesetzt. Bei seinem ersten dortigen Einsatz (1963–1964) war er Stabsoffizier bei der 82. Luftlandedivision. In den Jahren 1967 bis 1968 war Grange bei seinem zweiten Vietnameinsatz Kommandeur eines Bataillons des 506. Infanterieregiments und bei seinem letzten Einsatz in Vietnam kommandierte er in den Jahren 1970 und 1971 eine Brigade der 101. Luftlandedivision.
In den 1970er Jahren setze er seine Laufbahn in den Vereinigten Staaten fort. Er war unter anderem Stabsoffizier und Abteilungsleiter bei der United States Army Infantry School in Fort Benning, Stabsoffizier bei der 4. Infanteriedivision und Stabschef beim I. Korps in Südkorea. In den Jahren 1976 bis 1978 kommandierte er die United States Army Readiness and Mobilization Region VIII.
Im Januar 1978 erhielt Grange als Nachfolger von Morris J. Brady das Kommando über die 2. Infanteriedivision, die damals in Südkorea stationiert war. Nachdem er sein Kommando im Juni 1979 an Robert C. Kingston übergeben hatte, übernahm er das Kommando über die United States Army Infantry School in Fort Benning, in deren Stab er in früheren Jahren bereits tätig gewesen war. Diesen Posten hatte er bis zum Jahr 1981 inne.
Im Jahr 1981 erhielt David Grange das Kommando über die 6. Armee, deren Hauptquartier sich im Presidio bei San Francisco befand. Nach der Amtsübergabe an Robert Arter im Jahr 1984 schied Grange aus dem aktiven Militärdienst aus.
In den folgenden Jahren engagierte er sich weiter für das Militär. Er erhielt zahlreiche Ehrungen und wurde unter anderem in die U.S. Army Officer Candidate Hall of Fame aufgenommen. Sein im Jahr 1947 geborener Sohn David L. Grange brachte es im US-Heer bis zum Generalmajor.

## Orden und Auszeichnungen
David Grange erhielt im Lauf seiner militärischen Laufbahn unter anderem folgende Auszeichnungen:
- Defense Distinguished Service Medal
- Army Distinguished Service Medal
- Silver Star
- Legion of Merit
- Distinguished Flying Cross
- Soldier’s Medal
- Bronze Star Medal
- Purple Heart
- Air Medal
- Joint Service Commendation Medal
- Army Commendation Medal
- Air Force Commendation Medal
- American Campaign Medal
- European-African-Middle Eastern Campaign Medal
- World War II Victory Medal
- Army of Occupation Medal
- Good Conduct Medal
- National Defense Service Medal
- Korean Service Medal
- Armed Forces Expeditionary Medal
- Vietnam Service Medal
- Orden der Ehrenlegion (Frankreich)
- Order of National Security Merit (Südkorea)
- Gallantry Cross (Südvietnam)
- Armed Forces Honor Medal (Südvietnam)
- United Nations Korea Medal (UNO)
- Vietnam Campaign Medal (Südvietnam)
- Korean War Service Medal (Südkorea)